# Melusia
Melusia (gr. Μελούσεια, tur. Kırıkkale) – wieś na Cyprze, w dystrykcie Larnaka.